# 2019年世界陸上競技選手権大会セントクリストファー・ネイビス選手団
2019年世界陸上競技選手権大会セントクリストファー・ネイビス選手団は、2019年9月27日から10月6日までカタールのドーハで開催された第17回世界陸上競技選手権大会のセントクリストファー・ネイビス選手団。

## 選手団
- 人員: 選手 1人

## 選手名簿・結果
| 選手               | 種目     | 予備予選 | 予備予選  | 予選   | 予選       | 準決勝   | 準決勝   | 決勝     | 決勝     |
| 選手               | 種目     | 結果     | 順位      | 結果   | 順位       | 結果     | 順位     | 結果     | 順位     |
| ------------------ | -------- | -------- | --------- | ------ | ---------- | -------- | -------- | -------- | -------- |
| ハキーム・ハギンズ | 男子100m | 10秒49   | 5位 (2着) | 10秒62 | 44位 (8着) | 予選敗退 | 予選敗退 | 予選敗退 | 予選敗退 |